# Elena Ornella Paciotti
, nome completo Elena Ornella, (Roma, 9 gennaio 1941) è una magistrata e politica italiana, dal 1999 presidente della Fondazione Lelio e Lisli Basso per lo studio della società contemporanea.
È conosciuta per essere stata nel 1986 la prima donna a essere eletta al Consiglio Superiore della Magistratura.

## Biografia

Elena Paciotti

Nata a Roma nel 1941, entra in magistratura nel 1967 ed esercita la professione nel tribunale di Milano. È stata presidente dell'Associazione nazionale magistrati per due mandati (1994-95 e 1997-98), e deputata al Parlamento europeo (1999-2004) per i Democratici di Sinistra, aderendo al gruppo del Partito del Socialismo Europeo.